# Ouzera
Ouzera (em árabe: وزرة) é uma comuna localizada na província de Médéa, Argélia. De acordo com o censo de 2008, a população total da cidade era de 12 650 habitantes.